# 斯托羅日夫
50°43′20″N 27°15′38″E / 50.72222°N 27.26056°E
斯托羅日夫（烏克蘭語：Сторожів）是位於烏克蘭西北部里夫內州裏里夫內區的村莊，處於科爾奇克河畔，面積2.235平方公里，2001年該城鎮人口698。